# Црни Адам (филм)
Црни Адам (енгл. Black Adam) амерички је суперхеројски филм из 2022. године по истоименом лику -а. Спиноф је филма Шазам! (2019), те 11. филм у DC-јевом проширеном универзуму. Режију потписује Жауме Колет Сера, по сценарију Адама Штикела, Рорија Хејнса и Сохраба Ноширванија. Насловног лика тумачи Двејн Џонсон, док остале улоге глуме: Алдис Хоџ, Ноа Сентинео, Сара Шахи, Марван Кензари, Квинтеса Свиндел, Боди Сабонгуи и Пирс Броснан.
У септембру 2014. Џонсон је у раној фази развоја филма Шазам! потврдио да ће глумити негативца Црног Адама, али су продуценти касније одлучили да овај лик добије сопствени филм. У октобру 2017. Штикел је ангажован за сценарио. У јуну 2019. Колет Сера се прикључио филму, док је приказивање заказано за децембар 2021. године, али је касније одложено због пандемије ковида 19. Додатни кастинг је одржан током наредне године, док су сценарио преправили Хејнс и Ноширвани. Снимање се одвијало од априла до августа 2021. у Атланти и Лос Анђелесу.
Премијерно је приказан 3. октобра 2022. године у Мексико Ситију, док је 21. октобра пуштен у биоскопе у САД, односно 20. октобра у Србији. Добио је похвале критичара за глуму Џонсона и Броснана, али и критике за сценарио и негативца, док су акционе сцене изазвале поларизоване рецензије.

## Радња
Готово 5.000 након што је добио све моћи египатских богова и исто тако био затворен, Црни Адам ослобођен је из своје земаљске гробнице, спреман да ослободи свој јединствени облик правде у модерном свету.

## Улоге
| Глумац           | Улога                          |
| ---------------- | ------------------------------ |
| Двејн Џонсон     | Тет-Адам / Црни Адам           |
| Алдис Хоџ        | Картер Хол / Хокмен            |
| Ноа Сентинео     | Ал Ротстајн / Атомски Разбијач |
| Сара Шахи        | Адријана Томаз                 |
| Марван Кензари   | Ишмаел Грегор / Сабак          |
| Квинтеса Свиндел | Максин Ханкел / Циклон         |
| Боди Сабонгуи    | Амон Томаз                     |
| Пирс Броснан     | Кент Нелсон / Доктор Судбина   |
| Џалон Кристијан  | Харут / Тет-Адам               |
| Ули Латукефу     | Харут / Тет-Адам               |
| Џимон Хансу      | Чаробњак Шазам                 |
| Вајола Дејвис    | Аманда Волер                   |
| Хенри Кавил      | Кларк Кент / Супермен          |